# Comuna Log-Dragomer
Log-Dragomer (Občina Log-Dragomer) este o comună din Slovenia, cu o populație de 3.488 de locuitori (30.06.2007).

## Localități
Dragomer, Lukovica pri Brezovici, Log pri Brezovici